# JV Lideral FC
JV Lideral FC is een Braziliaanse voetbalclub uit Imperatriz in de staat Maranhão. 

## Geschiedenis
De club werd opgericht in 1994. In 2008 promoveerde de club naar de hoogste klasse van het Campeonato Maranhense. In het eerste toernooi bereikte de club de derde groepsfase en werd daar tweede achter Sampaio Corrêa. Nadat de club het tweede toernooi won mochten ze het in de finale opnemen tegen Sampaio Corrêa. Uit won de club met 0-1, maar thuis verloren ze met 1-2 echter was de regel dat dan de club met het beste resultaat in de competitie won en zo werd JV Lideral kampioen. De club nam in 2010 deel aan de Copa do Brasil en werd hier uitgeschakeld door Ponte Preta. Ze namen ook deel aan de Série D 2010 en werden daar in de groepsfase uitgeschakeld. De club nam echter niet meer deel aan de staatscompetitie om de titel te verdedigen. In 2012 en 2013 speelde de club wel opnieuw in de tweede klasse van de staatscompetitie. 

## Erelijst
Campeonato Maranhense
2009